# Desmond Mason
Desmond Tremaine Mason (nascut l'11 d'octubre de 1977 en Waxahachie, Texas) és un jugador de bàsquet professional estatunidenc de l'NBA. És capaç de jugar tant d'aler com d'escorta.
Procedent de la Universitat d'Oklahoma State, va ser seleccionat en el Draft de 2000 en la 17º posició per Seattle SuperSonics. En 2003, va ser traspassat juntament amb Gary Payton a Milwaukee Bucks a canvi de Ray Allen i Ronald Murray. El 26 d'octubre de 2005 va ser enviat als Hornets per Jamaal Magloire i una primera ronda de draft.
En 2001, es va convertir en el primer sonic a guanyar un concurs d'esmaixades de l'NBA.